# Batalla d'Auberoche
La batalla d'Auberoche va ser un combat significatiu dels primers compassos de la Guerra dels Cent Anys que va enfrontar francesos i anglesos a les proximitats d'Auba Ròcha, prop de Perigús i al terme actual de Lo Chamnhe, a la Gascunya.

## Antecedents
En aquella època, la Gascunya era territori de la corona d'Anglaterra i d'aquesta regió provenien gran part dels soldats que formaven l'exèrcit anglès. La batalla va tenir lloc als voltants del riu Auvesera, que marcava el límit entre els territoris anglesos i francesos.
Enric de Grosmont havia arribat a la Gascunya el juny de 1345 al comandament d'un petit exèrcit, i ordenant fer lleves per la regió va aconseguir reforçar-lo amb milícia local fins al punt de conformar un exèrcit tan important que va poder capturar la ciutat de Bergerac, defensada per Bertran I d'Illa Jordà el mes d'agost. Després d'aquesta important victòria, el comte de Derby va ordenar al seu exèrcit avançar fins a la fortalesa d'Auba Ròcha, que va capturar amb un grup de genets. Enric de Grosmont va continuar la seva victoriosa campanya, fins que es va retirar a Bordeus esperant tropes de refresc.
El duc de Normandia, futur rei Joan II de França, va ordenar a Lluís de Poitiers un contraatac contra els anglesos a Auba Ròcha per aclarir el camí de l'exèrcit que vingués des de Normandia. L'exèrcit francès, compost per 7.000 soldats es va reunir a La Rèula.

## El setge
Els francesos van assetjar el castell tallant les comunicacions i els subministraments que provenien de l'oest, disposant el campament de manera que la majoria de l'exèrcit descansava a l'esplanada entre el riu i el castell mentre una petita avançada vigilava el camí del nord per evitar que els ciutadans atrapats en la fortalesa escapessin. Segons explica una llegenda apòcrifa, un soldat del regiment, que volia travessar el bloqueig francès per portar una carta que demanava ajuda als anglesos, va ser capturat i retornat a la fortalesa sent ell mateix el projectil d'una ballista. L'home va sobreviure amb el cos ple de ferides. Un soldat sí que va aconseguir travessar el setge francès i demanar ajuda a Enric de Grosmont que precisament tornava amb noves tropes a la regió.

## Batalla

Mapa amb els moviments de l'exèrcit anglès i francès durant la campanya gascona de 1345.

El 21 d'octubre de 1345, l'exèrcit anglès es va posar en camí des de Perigús durant la nit creuant el riu en dues ocasions perquè, abans de l'alba, poguessin arribar fins als francesos. Enric de Grosmont va apostar als seus homes en un turó des de la qual es veia el campament i la fortalesa. L'exèrcit anglès, de 1.200 homes
estava en desavantatge numèric i Enric ho sabia. No obstant això, no hi havia volgut esperar els reforços de Perigús de Laurence Hastings, senyor de Pembroke
i va partir al vespre. Quan va despertar, els anglesos es van ocultar al bosc confiant que arribessin els reforços de Pembroke però com no arribaven, Enric va reunir els seus oficials i van decidir no temptar més a la sort i utilitzar el factor sorpresa abans que fossin descoberts i atacar el desprevingut exèrcit francès.
Després d'un fugaç reconeixement del terreny per part d'Enric, el comte de Derby va decidir un atac en tres fronts. El primer d'ells portaria a la cavalleria pel pla fins al sud. La infanteria, oculta al bosc, sortiria a tropell cridant l'atenció dels francesos i agafant per sorpresa la rereguarda. Finalment, el tercer atac arribaria mitjançant els arquers que, des del límit del bosc, llançarien fletxes sobre el campament. Van acordar esperar una mica més, fins que els francesos estiguessin menjant.
Quan l'exèrcit francès es trobava més relaxat aprovisionant durant el capvespre, Enric va donar el senyal d'atac agafant per sorpresa als francesos, que estaven desorganitzats sota les fletxes i les càrregues de cavalleria. Els francesos que van aconseguir salvar-se de la primera escaramussa van intentar formar maldestre al pla més proper al riu però eren blancs fàcils per als arquers. La lluita va continuar al campament i els francesos van aconseguir fer mal a l'exèrcit anglès mentre es reorganitzava, però Frank Halle, l'agutzil de la fortalesa va ordenar l'atac de la guarnició a la rereguarda, precipitant la clara victòria anglesa sobre els francesos que fugien.

## Conseqüències

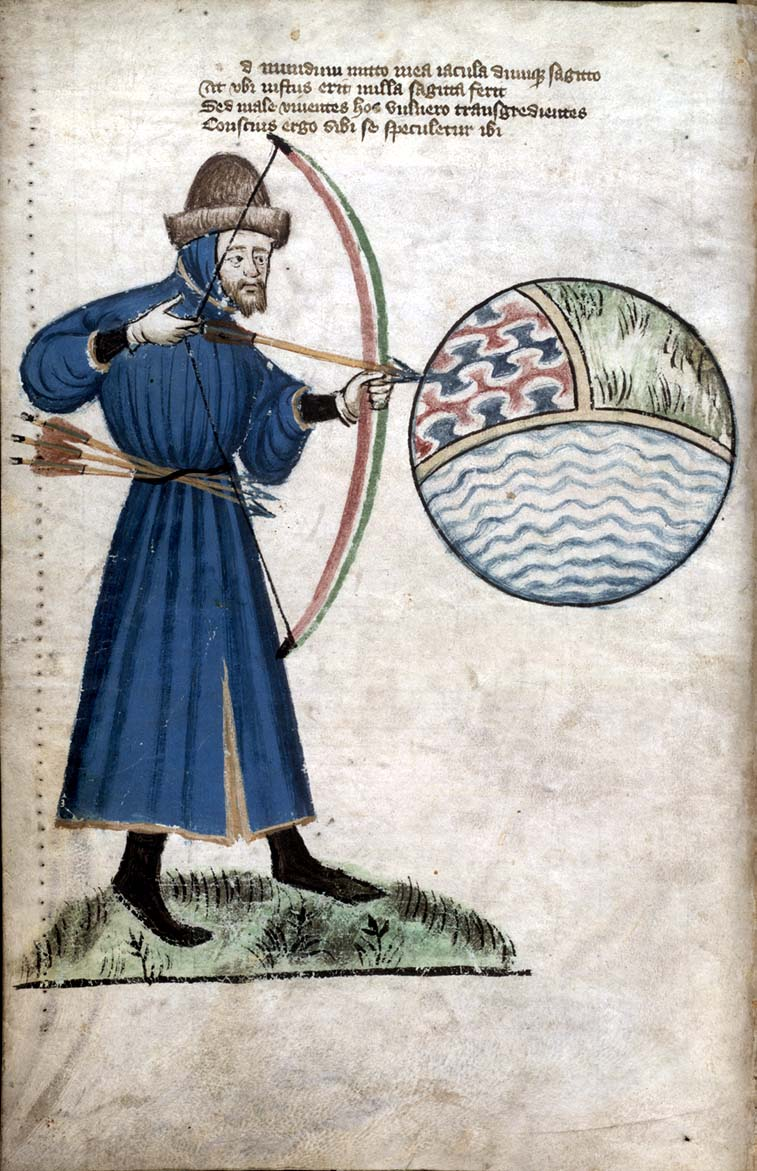
Els arquers van ser essencials en la victòria anglesa.

El regiment que es va quedar en el camí del nord per prevenir la fugida dels habitants d'Auba Ròcha va ser l'única part de l'exèrcit francès que va aconseguir escapar, ja que no va intervenir en la batalla. En el campament, els francesos van abandonar gran quantitat de queviures, subministraments i un botí de guerra substanciós dels que els anglesos es van apropiar. El general francès Lluís de Poitiers va morir poc després de la batalla a conseqüència de les ferides sofertes i el segon al comandament, Bertran I d'Illa Jordà fou fet presoner. Altres nobles francesos van ser capturats i els rescats obtinguts enriquir els generals anglesos, sobretot a Enric, del qual es diu que va aconseguir una fortuna de 67.000 lliures amb els rescats d'aquell dia.
Després de la derrota, es van aixecar els tres setges sobre guarnicions angleses i l'avanç normand cap territori anglès va ser suspès i durant sis mesos no es té constància de cap campanya francesa a Gascunya. Enric de Grosmont va aprofitar aquesta victòria per continuar reafirmant el seu poder a la regió, prenent més fortaleses i ciutats, com Montsegur, i assetjant La Rèula i Agulhon per deixar ben clara la sobirania anglesa d'aquelles terres, tallant les comunicacions entre Normandia i Pere I de Borbó, que comandava un exèrcit important al sud de França. Els anglesos van continuar reclutant lleves i recaptant impostos que van augmentar, ja que hi havia nous assentaments dels quals aprovisionar. A més de la victòria política, els anglesos van aconseguir una important victòria moral, ja que la població local, inclosos els senyors feudals, es van sotmetre a les lleis angleses i es va assentar en Gascunya un absolut control que encara havia de durar cent anys més.